# Pexopsis femoralis
Pexopsis femoralis là một loài ruồi trong họ Tachinidae.